# 莱本
莱本是奥地利下奥地利州梅尔克县的一个市镇。总面积12.54平方公里，总人口1360人，人口密度108.5人/平方公里（2005年）。